# 多布魯什區
多布魯什區（羅馬化：Dobrushskiy rayon）是白俄羅斯東南部戈梅利州的一個區，行政中心为多布魯什，面積1,452.72平方公里，2009年人口40,632，人口密度每平方公里28.08人。